# Hermetia cornithorax
Hermetia cornithorax är en tvåvingeart som först beskrevs av Lindner 1928.  Hermetia cornithorax ingår i släktet Hermetia och familjen vapenflugor. Inga underarter finns listade i Catalogue of Life.